# Pica (typografie)

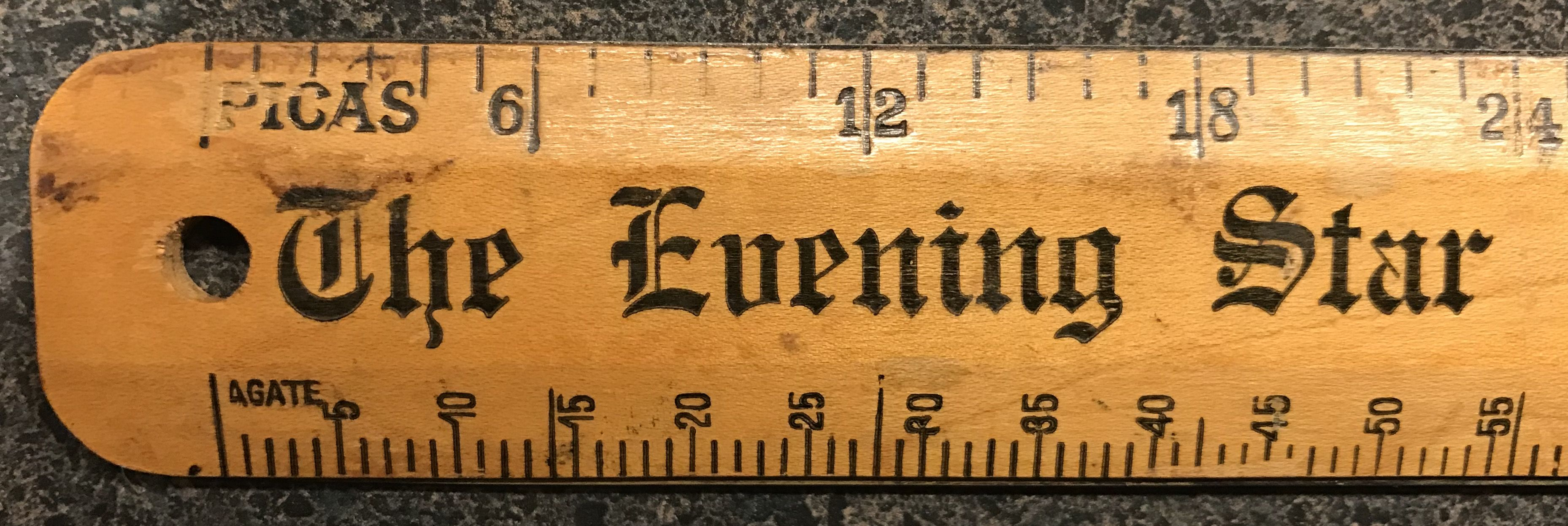
Liniaal van The Evening Star met bovenaan de eenheid pica en onderaan de eenheid agate.

Pica is een maat in de typografie. 12 picapunten = 1 pica = 4,2175176 millimeter. De pica stamt uit Groot-Brittannië en wordt in de digitale typografie gebruikt, zoals in PostScript-fonts.
De pica is er in twee versies:
de "old"-pica : 1 pica = 0,1667 inch = 4,23418 mm (≠ 1/6 inch)
de "new"-pica : 1 pica = 0,1660 inch = 4,2164 mm
Een en ander is het resultaat van een lange strijd tussen lettergieterijen in de Verenigde Staten en in het Verenigd Koninkrijk.
Picapunten zijn iets kleiner dan de continentale Didotpunten. Twaalf Didotpunten worden een augustijn of cicero genoemd.
12 Didotpunten = 4,51279 mm